# Leptotarsus (Leptotarsus) macquartii macquartii
Leptotarsus (Leptotarsus) macquartii macquartii is een ondersoort van de tweevleugelige Leptotarsus (Leptotarsus) macquartii uit de familie langpootmuggen (Tipulidae). De ondersoort komt voor in het Australaziatisch gebied.